# Trichobranchus alatus
Trichobranchus alatus är en ringmaskart som beskrevs av Hartmann-Schröder 1965. Trichobranchus alatus ingår i släktet Trichobranchus och familjen Trichobranchidae. Inga underarter finns listade i Catalogue of Life.